# Biggles Does Some Homework
Biggles Does Some Homework (česky např. Biggles má domácí úkoly) , je dobrodružná kniha spisovatele W. E. Johnse, o pilotovi Bigglesovi. V pořadí se jedná o 97. knihu. Autor zemřel dne 21. června 1968 během práce na knize, kdy odešel na čaj s manželkou a smrt jej zastihla během této přestávky. Příběh tak zůstal nedokončen. Stihl napsat necelých 12 kapitol, dále existují poznámky o dvou možných zakončeních této kapitoly.
V roce 1998 vyšla kniha v omezeném nákladu 300 číslovaných výtisků pro sběratele, druhé vydáno opět v nákladu 300 číslovaných výtisků bylo v roce 2007. Pro velký zájem se objevily i neautorizované kopie knihy včetně eknihy.

## Děj
Kapitán Raymond si povolá Bigglese a sdělí mu, že vzhledem k tomu, že oba stárnou, je potřeba rozšířit řady speciální letecké policie o novou krev. Biggles má vyzkoušet některé nové rekruty z řad RAF. K týmu se tedy na zkoušku připojí Gordon MacKayem, který je částečně indiánského původu, díky kterému dostal přezdívku „Minnie“ (zkratka pro Minnehaha).
Bigglesův tým je pověřen, aby prozkoumal záhadu armádní tašky, která byla nalezena uprostřed odlehlé krajiny plná zásilek odcizených při přepadení poštovního vozu. Na místě nálezu se setkávají s místním policejním konstáblem Murphym, který jim ukazuje, kde byla taška nalezena. Místo nálezu je uprostřed kruhu stromů (spinney). Minnie míní, že taška byla shozena z letadla, a opravdu na stromě nachází stropy po pádu tašky. Ze stromu Minnie vidí cizího člověka v kravatě RAF.
Ten hledá tašku, Biggles mu sděluje, že ji zde našli, ale prázdnou. Muž se vrací k silnici, kde čeká taxík. Jeden z mužů v taxíku stříli po muži v kravatě a naloží jej do taxíku. Poté jsou ke stromům, kde požadují po Bigglesovi tašku a její obsah. Následně vytahují zbraň, přestřelce zabrání návrat konstábla.
Ginger sleduje na vypůjčené motorce taxík do nedalekého domu Lotton Hall.
Majitelem domu je Nestor Zolton z Kypru, o kterém se předpokládá, že získla velké jmění z nelegálního hazardu. Všichni se vracejí do Londýna a Biggles jde informovat Raymoda o průběhu pátrání a dozví se, že řidič poštovního vozu, zraněný při přepadu zemřel, takže mají co činit s vraždou.
Bertie sleduje místo nálezu, Ginger a Minnie Lotton Hall. Algy pátrá na letištích v okruhu 50 mil od Lotton Hall po letadlech, která nouzově přistávala.
Bertie vidí přicházet čtyři muže - dva z taxíku, obvázeného muže s kravatou RAF a Zoltona. Je skrytý na stromě, ale praskne pod ním větev a on spadne mezi ně. Obvázaný muž v kravatě RAF využívá příležitosti k tomu, aby utekl a Bertie čelí hněvu tří zbývajících mužů. Mezitím Ginger a Minnie uvidí auto opouštějící Lotton Hall, později se dozví, že v něm byl doktor povolaný k postřelenému muži. Když čtyři muži opustí dům směrem k místu nálezu, sleduje je, zatímco Minnie jde prozkoumat nyní údajně opuštěnou Lotton Hall.
 
Ginger uslyší, jak Bertie spadne ze stromu a brzy se setká s prchajícím ovázaným mužem. Ginger ho zastaví a ten souhlasí, že řekne Gingerovi vše, co ví o tom, co se děje, výměnou za bezpečný odchod z oblasti. Existují dva soupeřící drogové gangy a jsou ve vzájemné válce. Zoltan vede jeden gang a druhý muž jménem Alfondari. Oba gangy obchodují s heroinem. Pošta byla odcizena, protože obsahuje balíček heroinu. Ginger vezme muže k silnici, kde se setkají s Bigglesem, který se
rozhodne se vzít jej s sebou zpět do Londýna. Zde naposledy vystupuje Biggles. Jeho poslední věta je „Hodím tě co nejblíže ke spinney“. Ginger je poslán, aby se ujistil, že Bertie je v pořádku, a řekl gangu, co se stalo s chybějící poštou.
Bertiemu nabízí Zoltan 100 liber, pokud řekne, kde je obsah tašky. Ten odmítá a mezitím dorazí Ginger a sděluje jim, že záslilky byly vráceny na poštu, která ji doručila běžným způsobem. Gang se pravděpodobně vrací do Lotton Hall.
V poslední napsané kapitole jsou Ginger a Bertie hledat Minnieho, která měla být v Lotton Hall. Zjistí, že půl tuctu alsaských psů drží Minnie v šachu. Jeden z darebáků se objeví na scéně s puškou. Ginger žádá Bertieho aby šel kontaktovat Bigglese, zatímco Ginger zůstane, aby se pokusil věci oddálit. Rukopis končí větou „Bertie se značnou neochotou ustoupil…“
Dále existují v poznámkách dva náznaky možného zakončení kapitoly.